# PFA Films
La P.F.A. Films è una società di produzione e distribuzione cinematografica con sede a Roma, fondata nel 1991 dal produttore e distributore Pier Francesco Aiello. Da allora sviluppa, produce e co-produce film, serie televisive e documentari, sia a livello nazionale che internazionale. Al momento, la P.F.A. Films sta producendo i film: Parvus di Veronica Succi, La furbata di Eleonora Martinelli e Mi parlano di Giorgio Bruno.
Tra gli ultimi film prodotti dalla P.F.A.: Rosa pietra stella di Marcello Sannino (presentato al Festival di Rotterdam 2020, a Giffoni Film Festival, alla Mostra Internazionale del Nuovo Cinema di Pesaro 2020, Miglior Film e Miglior Attrice al Matera Film Festival), Il ladro di cardellini di Carlo Luglio (premio Miglior Attore Nando Paone al Montecarlo Film Festival), Deprivation del regista statunitense Brian Skiba, il cult movie indipendente Spaghetti Story di Ciro De Caro (2013), Napoli Napoli Napoli di Abel Ferrara, presentato al Festival di Venezia 2009, "Selezione Ufficiale – Fuori Concorso".
Fin dal 1992, la P.F.A. Films ha iniziato a operare anche nel campo della distribuzione: la società compra i diritti dei film per la distribuzione nelle sale cinematografiche, la televisione e l'home video.
Tra le acquisizioni più recenti: Madre del regista premio Oscar Bong Joon-ho, Careless Crime di Shahram Mokri (2020) presentato al Festival di Venezia 2020 in Orizzonti e vincitore del Premio Bisato d’Oro, vincitore del Premio della Giuria al Chicago International Film Festival, The Audition di Ina Weisse con Nina Hoss vincitrice come miglior attrice al San Sebastian Film Festival e al Stokholm Film Festival, Selezionato al Toronto Film Festival e al Bif&st, il film d’animazione Il viaggio del principe (Le voyage du prince) di Jean-François Laguionie, Xavier Picard ] selezionato a Annecy International Animation Film Festival, Locarno Film Festival, Trieste Science+Fiction Festival, Chicago International Film Festival, International Film Festival Rotterdam e Beast di Michael Pearce, 9 nomination ai British Independent Film Award dove  Jessie Buckley ha trionfato come migliore attrice esordiente.
Tra le distribuzioni più recenti della PFA: Rosa pietra stella di Marcello Sannino. Border - Creature di confine di Ali Abbasi, vincitore di Un Certain Regard – Cannes 2018, Oscar Entry da parte della Svezia, 5 nomination agli EFA, Il professore cambia scuola (Les grands esprits) di Olivier Ayache-Vidal e con Denis Podalydès de la Comedie Francaise, L’affido – Una storia di violenza (Jusq’à la garde) di Xavier Legrand (Leone d’Argento Miglior Regia, Leone del Futuro – Premio Luigi De Laurentiis a Venezia 74) con Nomad Film Distribution, A Day del regista coreano Cho Sun-ho, The Good Neighbor di Kasra Farahani e con James Caan, Raccolto amaro (Bitter Harvest) di George Mendeluk con  Max Irons, Samantha Barks, Terence Stamp.
Tra i film distribuiti in passato dalla società: Sasha e il Polo Nord by Rémi Chayé, presentato in Alice nella città al Festival di Roma 2015 (distribuito in sala a Maggio 2017), Phantom Boy di Jean-Loup Felicioli e Alain Gagnol, selezionato al Torino Film Festival 2015 (distribuito a Marzo 2017), Enemy di Denis Villeneuve con Jake Gyllenhaal e Mélanie Laurent (in collaborazione con 102 Distribution, film vincitore del Courmayeur Noir in Fest 2013), Camp X-Ray di Peter Sattler con Kristen Stewart, Cosa ha fatto Richard di Lenny Abrahamson, Rebellion – Un atto di guerra di Mathieu Kassovitz (La Haine), Tangerines di Zaza Urushadze, candidato all’Oscar per il Miglior Film Straniero nel 2015 (data uscita 26 maggio 2016), Storie di cavalli e di uomini di Benedikt Erlingsson, candidato all’Oscar da parte dell’Islanda nel 2014, Le cronache dei morti viventi  di George A. Romero, About Elly di Asghar Farhadi, vincitore dell’Orso d’Argento per la migliore regia alla Berlinale 2009, Dancing Dreams di Anne Linsel e Rainer Hoffmann, documentario su Pina Bausch presentato nella sezione Berlinale Special Gala alla Berlinale 2010, Exit Through the Gift Shop di Banksy, Nomination miglior documentario Oscar 2011, Il Ministro – L’esercizio dello Stato di Pierre Shoeller, presentato al Festival di Cannes 2011 e vincitore di tre premi César, Un Gatto a Parigi di Alain Gagnol e Jean-Loup Felicioli, nomination agli Oscar al miglior film d’animazione 2012.
Specificatamente per il mercato Home video, P.F.A. Films ha distribuito The Deep Blue Sea – Il profondo mare azzurro di Terence Davies, Submarine di Richard Ayoade, Kill List di Ben Wheatley, Snowtown di Justin Kurzel, Minuscule - La Vita Segreta degli Insetti - stagione I e II - pluripremiata serie animata francese, e Carlos (sia il film che la serie) di Olivier Assayas, in Selezione Ufficiale al Festival di Cannes 2011, Miglior Miniserie ai Golden Globe 2011, Evento Speciale Festival Internazionale Del Film Di Roma.

## Produzioni
- Barocco, di  Claudio Sestieri (1991)
- Cuore cattivo, di Umberto Marino (1995)
- Anime fiammeggianti , di Davide Ferrario (1996)
- Arance amare,  di Michel Such (1997)
- Tonka, di Jean-Hugues Anglade (1997)
- La ballata dei lavavetri, di Peter Del Monte (1998)
- Toni, di Philomène Esposito
- Les ritaliens: Un'aria italiana, di Philomène Esposito - Film TV (2000)
- Il pugile e la ballerina, di Francesco Suriano (2007)
- Monochrome, di Francesca Staash (2008)
- Napoli Napoli Napoli, di Abel Ferrara (2009)
- Spaghetti Story, di Ciro De Caro  (2013)
- Deprivation
- Il ladro id cardellini, di Carlo Luglio (2019)
- Rosa pietra stella, di Marcello Sannino (2020)
- Mi parlano,  di Giorgio Bruno (2021)
- La Furbata
- Parvus

## Distribuzioni
- Film usciti prima della fondazione della PFA Films:
  - Animaland - Il regno degli animali, regia di David Hand (1948)
  - Parigi ci appartiene (Paris nous appartient), regia di Jacques Rivette (1961)
  - Sinfonia per un sadico, regia di Jesùs Franco (1962)
  - Le amanti del dr. Jekyll, regia di Jesùs Franco (1964)
  - I desideri erotici di Christine, regia di  Jesùs Franco (1971)
  - The Exorcism, regia di Jesús Franco  (1979)
  - La dea cannibale, regia di Jesùs Franco (1980)
  - La tumba de los muertos vivientes, regia di Jesús Franco (1982)
  - Dark Mission: Flowers of Evil,  regia di Jesùs Franco (1988)
  - Salva e custodisci, regia di Aleksandr Sokurov (1990)
  - Krug vtoroy, regia di Aleksandr Sokurov (1990)
  - Kamen, regia di Aleksandr Sokurov (1990),

- Filmografia del regista Claude Chabrol:
  - Una morte di troppo (1985)
  - L'ispettore Lavardin (1986)
  - Un affare di donne (1988)
  - Madame Bovary (1991)
  - Betty (1992)
  - L'inferno (1994)
  - Il buio nella mente (1995)
  - Rien ne va plus (1997)
  - Il colore della menzogna (1999)
- Anni 90':
  - Danzòn, regia di Maria Novaro (1991)
  - Angel de fuego, regia di Dana Rotberg (1992)
  - Skinheads, regia di Geoffrey Wright (1992)
  - The Goodbye Bird, regia di William Clark(1993)
  - Abracadabra, regia di Harry Cleven (1993)
  - L'uomo in uniforme, regia di David Wellington (1993)
  - L'ospite, regia di  Sinan Çetin (1993)
  - Replikator, regia di Philip Jackson (1994)
  - Reinaissance, regia di David Mercy (1994)
  - L'amour est un jeu d'enfant  , regia di Pierre Grimblat (film tv) (1994)
  - Prince of Jutland , regia di Gabriel Axel (1994)
  - Murder Magic , regia di Windell Williams (1994)
  - Lex and Rory , regia di Dean Murphy (1994)
  - Metal skin, regia di Geoffrey Wright (1994)
  - Hits!, regia di William R. Greenblatt (1994)
  - Killer virtuale, regia di Zale Dalen (1995)
  - Mushrooms, regia di Alan Madden (1995)
  - French Exit, regia di Daphna Kastner (1995)
  - Dangerous Prey, regia di Lloyd A. Simandl (1995)
  - Phoenix- Delitto di polizia, regia di Danny Cannon (1998)
  - Pocahontas - La leggenda, regia di Daniele J. Suissa (1999)
  - La ballata dei lavavetri, regia di Peter Del Monte
- 2002:
  - Dahmer - Il cannibale di Milwaukee, regia di David Jacobson
  - May, regia di Lucky McKee
  - Warriors Angels, regia di Byron W. Thompson
- 2003:
  - Beyond Re-animator, regia di Brian Yuzna
- 2004:
  - Il bandito corso, regia di Alain Berbérian
  - Violenza estrema, regia di Guillaume Nicloux
- 2005:
  - The doll master, regia di Yong-ki Jeong
  - Fragile - A Ghost Story (Frágiles), regia di Jaume Balagueró
- 2006:
  - Klimt, regia di Raúl Ruiz
  - Side Effects - Gli effetti collaterali dell'amore, regia di Kathleen Slattery-Moschkau
  - Wilderness, regia di Michael J. Bassett
- 2007:
  - I desideri erotici di Christine, regia di Manuel Barrios
  - Fair Play, regia di Lionel Bailliu
  - Minuscule - La vita segreta degli insetti, regia di Manuel Barrios
- 2008:
  - Body Armour, regia di Gerry Lively
  - La camera dei morti (La Chambre des morts), regia di Alfred Lot
  - From Within, regia di Phedon Papamichael
  - Las Vegas - Terapia per due, regia di Peter Tolan
  - Il killer (Le Tueur), regia di Cédric Anger
- 2009:
  - About Elly, regia di Asghar Farhadi
  - Exit Speed, regia di Scott Ziehl
  - Krabat, regia di Marco Kreuzpaintner
  - Madre, regia di Bong Joon-ho
  - I nostri figli ci accuseranno, regia di Jean-Paul Jaud
  - Pontypool - Zitto o muori, regia di Bruce McDonald
  - Secret défense, regia di Philippe Haïm
  - Stolen - Rapiti, regia di Anders Anderson
- 2010:
  - A Cat in Paris, regia di Jean-Loup Felicioli e Alain Gagnol
  - The Cursed - Il maledetto, regia di Joel Bender
  - Dancing Dreams - Sui passi di Pina Bausch, regia di Rainer Hoffmann e Anne Linsel (documentario)
  - Exit: una storia personale, regia di Massimiliano Amato
  - Exit Through the Gift Shop, regia di Banksy (documentario)
  - Gooby - L'orsetto scacciapaura, regia di Wilson Coneybeare
  - Holy Rollers, regia di Kevin Asch
  - The Lost Future, regia di Mikael Salomon (film TV)
  - Il papà migliore del mondo, regia di Bobcat Goldthwait
  - Severn, regia di Jean-Paul Jaud
  - Trasporto eccezionale - Un racconto di Natale, regia di Jalmari Helander
- 2011:
  - Carlos, regia di Olivier Assayas
  - God Save My Shoes, regia di Julie Benasra
  - Il ministro - L'esercizio dello Stato, regia di Pierre Schoeller
  - Notte bianca (Nuit blanche), regia di Frédéric Jardin
- 2012:
  - Ai Weiwei: Never Sorry, regia di Alison Klayman (documentario)
  - L'atleta - Abebe Bikila, regia di Davey Frankel e Rasselas Lakew
  - Magna Istria, regia di Cristina Mantis
  - Minuscule 2 - La vita segreta degli insetti, regia di Hélène Giraud e Thomas Szabo
  - Una notte (Une nuit), regia di Philippe Lefebvre
- 2013
  - Spaghetti Story, regia di Ciro De Caro
  - Storie di cavalli e di uomini (Hross í oss), regia di Benedikt Erlingsson
- 2014
  - Kill list, regia di Ben Wheatley
  - Snowtown, regia di Justin Kurzel
  - Horrid Henry - Piccola peste, regia di Nick Moore
  - Il profondo mare azzurro, regia di Terence Davies
  - Chi è Dayani Cristal?,  regia di Marc Silver
  - Un gatto a Parigi, regia di Jean-Loup Felicioli
- 2015 - 2020
  - Storie di cavalli e di uomini, regia di Benedikt Erlingsson (2015)
  - Tangerines , regia di Zaza Urshadze (2016)
  - Sibérie, regia di  Joana Preiss (2016)
  - Rebellion-Un atto di guerra, regia di Mathieu Kassovitz(2017)
  - Cosa ha fatto Richard, regia di Lenny Abrahamson (2017)
  - Enemy, regia di Denis Villenueve (2017)
  - Camp X-Ray, regia di Peter Sattler(2017)
  - Phantom Boy, regia di Jean-Loup Felicioli e Alain Gagnol (2017)
  - Sasha e il Polo nord, regia di Rémy Chayé (2017)
  - Oltre la nebbia - il mistero di Rainer Merz, regia di Giuseppe Varlotta (2018)
  - L'affido- Una storia di violenza, regia di Xavier Legrand (2018)
  - The Good Neighbor, regia di Kasra Farahani (2018)
  - Raccolto Amaro, regia di George Mendeluk (2019)
  - Il professore cambia scuola, regia di Olivier Ayache-Vidal (2019)
  - Border- Creature di confine, regia di Ali Abbasi (2019)
  - Rosa pietra stella, regia di Marcello Sannino (2020)
  - Madre, regia di Bong Joon-ho (2021)
  - A Day, regia Cho Sun-ho (2021)
  - Beast, regia di Michael Pearce (2021)
  - L'Audizione, regia di Ina Weisse (2021)
- Beginning (Dasats'q'isi), regia di Dea K'ulumbegashvili (2021)
  - Careless Crime, regia di Shahram Mokri (2021)
  - Let the girls play, regia di Julien Hallard (2022)